# Roger Sherman Loomis
Roger Sherman Loomis (Yokohama, 31 d'octubre de 1887 - Waterford, Connecticut, 11 d'octubre de 1966) fou un estudiós de la literatura estatunidenc; autoritat en literatura medieval i particularment en literatura artúrica. És sobretot conegut per haver posat en relleu les arrels cèltiques de la literatura artúrica, particularment del Sant Greal.

## Vida i obra
Va néixer circumstancialment a Yokohama, on el seu pare, Henry Loomis, feia de missioner. Va ser educat a la Hotchkiss School (Lakeville, Connecticut) i es va graduar al Williams College el 1909, i va obtenir un màster a Harvard el 1910; va seguir estudis encara a Oxford. Fou professor a la Universitat d'Illinois a Urbana de 1913 a 1918. El 1919 va deixar Illinois per anar a Colúmbia, on va restar fins a la jubilació el 1958. Després fou encara professor emèrit fins a la seva mort.
Loomis estudià la influència de la mitologia celta en la llegenda artúrica i particularment en la llegenda al voltant del Sant Greal. Fou un dels fundadors de la Société Internationale Arthurienne, amb Jean Frappier i Eugène Vinaver. Entre les seves publicacions destaca Arthurian Tradition and Chretien de Troyes, publicat el 1949 per la Universitat de Colúmbia i que rebé la medalla Haskins de la Medieval Academy of America. També va ser l'inspirador i coordinador del volum col·lectiu Arthurian Litterature in the Middle Ages (1958).
Va ser nomenat doctor honoris causa per Colúmbia, pel Williams College, i les Universitats de Gal·les i de Rennes (1952).

### Vida privada
Loomis es casà el 1919 amb la seva primera dona, Gertrude Schoepperle Loomis (1882-1921), també medievalista i estudiosa de la literatura artúrica. Després de la mort d'aquesta, el 1925 es casà amb Laura Alandis Hibbard Loomis (1883-1960). Les dues foren en algun moment coautores en algunes publicacions de Loomis. Loomis encara es casà el 1960 amb Dorothy Bethurum.

## Publicacions
- Illustrations of Medieval Romance On Tiles From Chertsey Abbey (1916)
- Freshman Readings (1925)
- Celtic Myth and Arthurian Romance (1927)
- The Art of Writing Prose (1930) amb Mabel Louise Robinson, Helen Hull i Paul Cavanaugh
- Models for Writing Prose (1931)
- The Romance of Tristram and Ysolt (1931) (traducció de la versió cortesa del Tristany, a partir del text de Tomàs i les sagues)
- Tristan and Isolt: A study of the Sources of the Romance per Gertrude Schoepperle Loomis. 2a ed., ampliada amb la bibliografia publicada des de 1912 per Roger Sherman Loomis (New York, B. Franklin, 1960)
- Arthurian Legends in Medieval Art (1938) amb Laura Hibbard Loomis
- Introduction to Medieval Literature, Chiefly in England. Reading List and Bibliography (1939)
- Representative Medieval and Tudor Plays (1942) editor amb Henry W. Wells
- The Fight for Freedom: College Reading in Wartime (1943) amb Gabriel M. Liegey
- Modern English Readings (1945) editor amb Donald Lemen Clark
- Medieval English Verse and Prose (1948) amb Rudolph Willard
- Arthurian Tradition and Chretien de Troyes (1949)
- Wales and the Arthurian Legend (1956)
- Medieval Romances (1957) editor amb Laura Hibbard Loomis
- Arthurian Literature in the Middle Ages, A Collaborative History (1959) editor i coordinador
- The Grail: From Celtic Myth to Christian Symbol (1963)
- The Development of Arthurian Romance (1963)
- A Mirror of Chaucer's World (1965)
- The Arthurian Material in the Chronicles: Especially Those in Great Britain and France (1973) ampliació del llibre de 1906 de Robert Huntington Fletcher
- Lanzelet (2005) traduït per Thomas Kerth, notes per Loomis i Kenneth G. T. Webster